# Zjawisko wrogich mediów
Zjawisko wrogich mediów lub efekt wrogich mediów polega na skłonności ludzi o sprecyzowanych i ekstremalnych poglądach do twierdzenia, że media prezentujące neutralny punkt widzenia w rzeczywistości przedstawiają skrzywiony, bo jednostronny obraz sytuacji.  Efekt ten został zidentyfikowany eksperymentalnie (np. Vallone, Ross, & Lepper, 1985).

## Eksperymenty
- Grupie propalestyńskich i proizraelskich studentów ze Stanford University pokazano ten sam materiał filmowy, dotyczący  masakry palestyńskich uchodźców przez libańskie siły w Bejrucie podczas libańskiej wojny domowej. Przy ocenie tego materiału obie strony określiły materiał jako nieobiektywny i popierający drugą stronę. Proizraelscy studenci wskazali w materiale więcej antyizraelskich szczegółów i mniej proizraelskich niż propalestyńscy. Obie strony oceniły, że neutralny obserwator uzyskałby nieuczciwie negatywną wizję ich strony oraz że materiał usprawiedliwia działania przeciwnika i zwala winę na ich stronę.

Istotną cechą tego eksperymentu było niezadawanie studentom bezpośrednich pytań dotyczących subiektywnej oceny roli mediów w przedstawianiu konfliktu. Zamiast tego badani podzielili się na dwie grupy według prostych, obiektywnych kryteriów takich jak liczba wskazanych szczegółów dotyczących poszczególnych tematów. Autorzy badania pokazali w ten sposób, że efekt wrogich mediów nie jest wyłącznie kwestią różnicy opinii, ale również różnicy percepcji.
- W innym eksperymencie proszono studentów dwóch rywalizujących uniwersytetów, aby liczyli faule w meczu futbolowym pomiędzy drużynami tych uniwersytetów. Mecz był szczególnie brutalny. Mimo że wszyscy studenci oglądali ten sam mecz w tym samym czasie, grupy istotnie różniły się liczbą zauważonych fauli. Wszyscy studenci widzieli znacznie więcej fauli popełnianych przez drużynę przeciwną. Obie grupy były także przekonane, że sędzia jest stronniczy i faworyzuje przeciwników.

## Omówienie
Omawiane zniekształcenie poznawcze jest związane między innymi z dysonansem poznawczym. Informacje niezgodne z jasno sprecyzowanymi poglądami i postawami wywołują nieprzyjemne uczucie dysonansowe. Osoby o poglądach ekstremalnych mają skłonność oceniać obiektywne informacje (czyli takie, które przedstawiają stanowisko obu stron konfliktu) jako stronnicze i kwestionować wiarygodność źródła informacji. Dzieje się tak dlatego, że pokazanie poglądów drugiej strony łatwo wywołuje niepokój ("Ojej, być może nie mam racji myśląc tak, jak myślę"). Jednym ze skutecznych sposobów zmniejszenia tego dysonansowego uczucia jest zakwestionowanie obiektywności źródła informacji (tu: mediów).
Efekt, o którym mowa, stanowi w pewnym sensie odwrotność błędu konfirmacji: w tym przypadku ludzie zwracają większą uwagę na informacje sprzeczne z ich poglądem niż na te, które go potwierdzają. 
Zjawisko wrogich mediów zostało wykryte przy innych politycznych wydarzeniach, takich jak wojna w Bośni albo wybory prezydenckie. Dotyczy ono jednak nie tylko spostrzegania informacji podawanych przez media, ale wszelkich informacji, które są niezgodne z własnymi, ekstremalnymi poglądami.

## Literatura
- Aronson E., Wilson T.D., Akert R.M. (1997). Psychologia Społeczna. Serce i umysł. Poznań: Zysk i S-ka.
- Vallone, R. P., Ross, L., & Lepper, M. R. (1985). The hostile media phenomenon: Biased Perception and Perceptions of Media Bias in Coverage of the "Beirut Massacre". Journal of Personality and Social Psychology, 49, 577-585.
- Dalton, R. J., Beck, P. A., & Huckfeldt, R. (1998). Partisan Cues and the Media:  Information Flows in the 1992 Presidential Election. American Political Science Review, 92, 1, 111-26.
- Matheson, K. & Dursun, S. (2001). Social identity precursors to the hostile media phenomenon: Partisan perceptions of coverage of the Bosnian conflict. Group Processes and Intergroup Relations, 4, 117-126.